# 객체 지향 데이터베이스

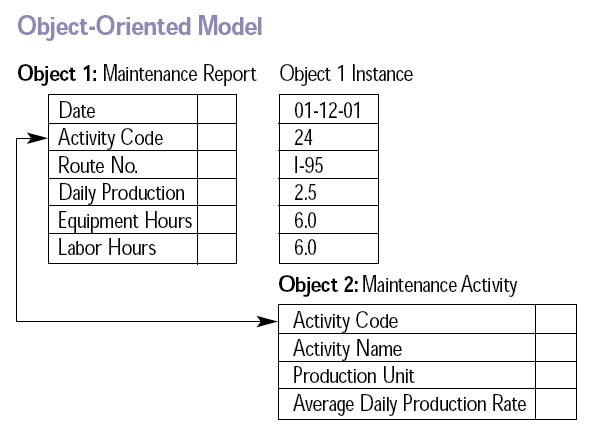
객체 지향 모델의 한 예.

객체 지향 데이터베이스는 객체 지향 프로그래밍에 쓰이는 것으로, 정보를 객체의 형태로 표현하는 데이터베이스 모델이다. 오브젝트 데이터베이스(object database)라고도 부른다.
객체 지향 데이터베이스는 관계형 데이터베이스 관리 시스템 (RDBMS)에 지배받는 더 넓은 DBMS 시장 내의 니치 분야(수익 가능성이 높은 특정 시장 분야)이다. 객체 지향 데이터베이스는 1980년대 초부터 1990년대 이후로 고려되어 왔으나 주류의 상용 자료 처리에 그다지 큰 영향을 미치지 않았다. 그러나 전문 분야에서는 어느 정도 이용되고 있다.

## 같이 보기
- 관계형 모델